# Ербосынулы, Айдос
Айдос Ербосынулы (каз. Айдос Ербосынұлы; англ. Aidos Yerbossynuly; род. 14 ноября 1991, Жаркент, Казахстан) — казахстанский боксёр-профессионал, выступающий в средней и во второй средней весовых категориях. Мастер спорта Республики Казахстан в любителях.
Среди профессионалов чемпион по версиям WBA International (2019—н.в.), WBO Global (2018—н.в.), WBC Asian Continental (2018—н.в.) и WBC Asian (2019—н.в.) обладатель Золотого пояса Чингисхана (2020-н.в.) во 2-м среднем весе.
Лучшая позиция по рейтингу BoxRec — 18-я (апрель 2021) и являлся 1-м среди казахстанских боксёров суперсредней весовой категории, а по рейтингам основных международных боксёрских организаций ранее занимал: 1-ю строчку рейтинга WBA, 4-ю строку рейтинга WBO, 4-ю строку рейтинга IBF и 10-ю строку рейтинга WBC, — входя в ТОП-20 лучших суперсредневесов всей планеты.

## Биография
Родился 14 ноября 1991 года в городе Жаркент в Казахстане. Происходит из рода суан. Начал заниматься боксом с 11 лет, за годы упорных тренировок добился серьёзных успехов в спорте и уже в 16 лет стал мастером спорта по боксу. Благодаря упорству и волевым качествам стал чемпионом многочисленных международных турниров, обладателем кубка Казахстана, Серебряный и Бронзовый призёр чемпионата Казахстана, чемпион мировой серии бокса в составе «Astana Arlans». 2 октября 2015 году Айдос из любителей перешёл в профессиональный бокс.
6 ноября 2022 года в поединке против Дэвида Морелла потерпел первое поражение в карьере. После боя боксёра госпитализировали в клинику, где диагностировали кровоизлияние в мозг. Ербосынулы ввели в состояние искусственной комы и прооперировали. 18 ноября Айдос вышел из комы.

## Любительская карьера
Мастер спорта Республики Казахстан, выступал в категориях до 69 и до 75 кг, представлял Алматинскую область. В любителях добился следующих успехов:
- выиграл турнир памяти Исатая Тайманова и Махамбета Утемисова 2013[6];
- стал бронзовым призёром чемпионата Казахстана 2013[7].

## Профессиональная карьера
2 октября 2015 года дебютировал на профессиональном ринге, победив техническим нокаутом в 1-м же раунде белоруса Андрея Долгожиева (8-12-1). Подписал контракт с промоутерской компанией «Suleimen Promotions» летом 2018 года. Промоутерская компания «SULEIMEN Promotions» создана осенью 2018 года. Изначально идея его создания принадлежит талантливому молодому человеку, предпринимателю Сулеймену Акдрашеву. Но внезапный безвременный уход не позволил ему завершить этот проект. Тем не менее, дело, основанное этим прогрессивным молодым человеком, нашло поддержку у его родных и близких, что и позволило состояться открытию Агентства.
Основная цель — это поддержка и продвижение талантливых спортсменов из мира бокса и ММА.
Справка: «SULEIMEN promotions» сегодня — это одна из самых динамично развивающихся промоутерских компаний подобного рода в Казахстане. Несмотря на свой молодой возраст, у нас есть успехи и достижения, которым мы можем гордиться по праву. Офисы «SULEIMEN promotions» расположены в США и Республике Казахстан.
Бой с Александром Сущицом
17 сентября 2018 года в городе Актюбе состоялся поединок в весовой категории 76,2 кг, где Айдос Ербосынулы боксировал за звание чемпиона Азии по версии WBC. Ему противостоял белорус Александр Сущиц. Хотя Айдос отправил его в нокдаун уже в первом раунде, соперник выдержал натиски во всех 10 раундах. По решению судьи победа была отдана подопечному известного наставника Турсынгали Едилова.
 Бой с Омаром Гарсией 
21 декабря 2019 года состоялся бой Ербосынулы с 29-летним опытным венесуэльцем Омаром Гарсией (15-2, 12 KO), которого Ербосынулы победил техническим нокаутом в 8-м раунде, и защитил титулы чемпиона по версиям WBA International, WBO Global и WBC Asian во 2-м среднем весе.
 Бой с Дэвидом Морреллом 
5 ноября 2022 года бой против кубинца Дэвида Моррелла за звание регулярного чемпиона мира по версии WBA закончился для Ербосынулы нокаутом, после которого казахстанский спортсмен был госпитализирован с кровоизлиянием в мозг и был введён в искусственную кому.

## Статистика профессиональных боёв
В таблице перечислены результаты всех поединков боксёров.
В каждой строке указан результат поединка. Дополнительно номер поединка обозначен цветом, который обозначает итог поединка. Расшифровка обозначений и цветов представлена в нижеследующей таблице.
| Пример | Расшифровка                     |
| ------ | ------------------------------- |
|        | Победа                          |
|        | Ничья                           |
|        | Поражение                       |
|        | Планируемый поединок            |
|        | Поединок признан несостоявшимся |
| КО     | Нокаут                          |
| ТКО    | Технический нокаут              |
| PTS    | Решение судей (по очкам)        |
| UD     | Единогласное решение судей      |
| MD     | Решение большинства судей       |
| SD     | Раздельное решение судей        |
| RTD    | Отказ от продолжения боя        |
| DQ     | Дисквалификация                 |
| NC     | Поединок признан несостоявшимся |

| 17 поединков, 16 побед (11 нокаутом), 1 поражение. | 17 поединков, 16 побед (11 нокаутом), 1 поражение. | 17 поединков, 16 побед (11 нокаутом), 1 поражение. | 17 поединков, 16 побед (11 нокаутом), 1 поражение. | 17 поединков, 16 побед (11 нокаутом), 1 поражение.          | 17 поединков, 16 побед (11 нокаутом), 1 поражение. | 17 поединков, 16 побед (11 нокаутом), 1 поражение. |
| Бой                                                | Рекорд                                             | Дата боя                                           | Соперник                                           | Место проведения боя                                        | Раундов, время                                     | Дополнительно |
| -------------------------------------------------- | -------------------------------------------------- | -------------------------------------------------- | -------------------------------------------------- | ----------------------------------------------------------- | -------------------------------------------------- | --- |
| 17                                                 | 16-1                                               | 5 ноября 2022                                      | Дэвид Моррель (7-0)                                | Minneapolis Armory, Миннеаполис, США                        | KO 12 (12), 2:34                                   | Бой за титул регулярного чемпиона мира по версии WBA во 2-м среднем весе. |
| 16                                                 | 16-0                                               | 12 сентября 2021                                   | Леннокс Аллен (22-1-1)                             | Jekpe-Jek Arena, Нур-Султан, Казахстан                      | KO 10 (12), 2:59                                   | |
| 15                                                 | 15-0                                               | 16 декабря 2020                                    | Исса Самир (19-0)                                  | Jekpe-Jek Arena, Нур-Султан, Казахстан                      | TKO 3 (12), 2:22                                   | Защитил титулы чемпиона по версиям WBA International (4-я защита Ербосынулы), WBO Global (4-я защита Ербосынулы) и WBC Asian (2-я защита Ербосынулы), завоевал новый Золотой пояс Чингисхана во 2-м среднем весе.                       |
| 14                                                 | 14-0                                               | 26 июля 2020                                       | Нуху Лаваль (27-6)                                 | DiaMond, Минск, Белоруссия                                  | UD 10 (10)                                         | Счёт: 100-87, 100-88 (дважды). Защитил титулы чемпиона по версиям WBA International (3-я защита Ербосынулы), WBO Global (3-я защита Ербосынулы) и WBC Asian (1-я защита Ербосынулы) во 2-м среднем весе.                                |
| 13                                                 | 13-0                                               | 21 декабря 2019                                    | Омар Гарсия (15-2)                                 | ДС им. Ивана Ярыгина, Красноярск, Россия                    | TKO 8 (10), 1:19                                   | Защитил титулы чемпиона по версиям WBA International (2-я защита Ербосынулы), WBO Global (2-я защита Ербосынулы) и завоевал вакантный титул WBC Asian во 2-м среднем весе.                                                              |
| 12                                                 | 12-0                                               | 14 августа 2019                                    | Рокки Йеркич (17-1)                                | ICC Exhibition Centre, Сидней, Новый Южный Уэльс, Австралия | UD 10 (10)                                         | Счёт: 99-91, 98-92 (дважды). Защитил титулы чемпиона по версиям WBA International (1-я защита Ербосынулы) и WBC Asian Continental (2-я защита Ербосынулы) во 2-м среднем весе.                                                          |
| 11                                                 | 11-0                                               | 24 марта 2019                                      | Лукас Ндафолума (15-1)                             | Алматы Арена, Алма-Ата, Казахстан                           | UD 10 (10)                                         | Счёт: 100-90, 97-93 (дважды). Завоевал вакантный титул чемпиона по версии WBA International и защитил титулы чемпиона по версиям WBO Global (1-я защита Ербосынулы), WBC Asian Continental (1-я защита Ербосынулы) во 2-м среднем весе. |
| 10                                                 | 10-0                                               | 23 декабря 2018                                    | Ильяс Ачерги (12-3-1)                              | УДС «Крылья Советов», Москва, Россия                        | RTD 4 (10), 3:00                                   | Счёт: 38-37 (трижды). Завоевал вакантный титул чемпиона по версии WBO Global во 2-м среднем весе. Ербосынулы в нокдауне в 4-м раунде.                                                                                                   |
| 9                                                  | 9-0                                                | 15 сентября 2018                                   | Александр Сущиц (22-4-1)                           | Дворец спорта «Коныс», Актобе, Казахстан                    | UD 10 (10)                                         | Счёт: 100-90, 100-91, 99-91. Завоевал вакантный титул чемпиона по версии WBC Asian Continental. Изначальным соперником должен был стать азербайджанец Руфат Гаджиев.                                                                    |
| 8                                                  | 8-0                                                | 7 июля 2018                                        | Исмат Эйнуллаев (10-3)                             | Барыс Арена, Астана, Казахстан                              | RTD 1 (10), 3:00                                   | Завоевал вакантный титул чемпиона по версии WBA Asia. Эйнуллаев дважды побывал в нокдауне. |
| 7                                                  | 7-0                                                | 9 сентября 2017                                    | Хонатан Херонимо Барбадильо (17-4-1)               | Велотрек «Сарыарка», Астана, Казахстан                      | TKO 1 (8), 2:34                                    | |
| 6                                                  | 6-0                                                | 17 июня 2017                                       | Девин Бутчер (6-1)                                 | Du Burns Arena, Балтимор, США                               | UD 6 (6)                                           | Счёт: 60-53, 59-54 (дважды). |
| 5                                                  | 5-0                                                | 23 марта 2017                                      | Риарус Дадли (5-1-1)                               | The Skylands, Рэндольф, Нью-Джерси, США                     | TKO 2 (6), 0:39                                    | |
| 4                                                  | 4-0                                                | 14 мая 2016                                        | Лаша Гургулиани (3-0)                              | Выставочный центр «Корме», Астана, Казахстан                | TKO 5 (6)                                          | |
| 3                                                  | 3-0                                                | 30 января 2016                                     | Дмитрий Антипов (1-3)                              | Отель «Роял Тюлип», Алматы, Казахстан                       | KO 1 (6)                                           | |
| 2                                                  | 2-0                                                | 31 октября 2015                                    | Денис Поднебесный (дебют)                          | Криворожский цирк, Украина                                  | TKO 4 (6)                                          | |
| 1                                                  | 1-0                                                | 2 октября 2015                                     | Андрей Долгожиев (8-12-1)                          | Львовский цирк, Украина                                     | TKO 1 (6)                                          | |